# Lijst van beschermd erfgoed in Rochefort
Onderstaande tabel geeft een overzicht van de beschermde erfgoederen in de gemeente Rochefort. Het beschermd erfgoed maakt onderdeel uit van het cultureel erfgoed in België.
| Object | Bouwjaar/architect | Deelgemeente       | Adres                                                  | Coördinaten                   | Nummer?                | Afbeelding                           |
| --- | ------------------ | ------------------ | ------------------------------------------------------ | ----------------------------- | ---------------------- | ------------------------------------ |
| Park van het oude Hôtel des Roches |                    | Rochefort          |                                                        | 50° 9' 41" NB, 5° 13' 25" OL  | 91114-CLT-0001-01 Info |                                      |
| Geheel van het huis "Jacquet" |                    | Rochefort          | rue Jacquet, n° 76                                     | 50° 9' 19" NB, 5° 13' 19" OL  | 91114-CLT-0002-01 Info |                                      |
| Kapel van Lorette en de calvarie en de Heilig Graf, en het ensemble van deze gebouwen, hun directe omgeving en de laan van linden erheen |                    |                    |                                                        | 50° 9' 19" NB, 5° 13' 40" OL  | 91114-CLT-0005-01 Info |                                      |
| De weg omzoomd met 49 lindebomen vormt een uitbreiding van de classificatie van de kapel de Lorette, de calvarie en het Heilig Graf en het ensemble van deze gebouwen, hun directe omgeving en de laan van linden erheen |                    |                    |                                                        | 50° 9' 16" NB, 5° 13' 21" OL  | 91114-CLT-0006-01 Info |                                      |
| Ruïnes van het kasteel van Rochefort |                    |                    |                                                        | 50° 9' 18" NB, 5° 13' 14" OL  | 91114-CLT-0007-01 Info | Ruïnes van het kasteel van Rochefort |
| De torens, wallen en muren van het oude kasteel van Rochefort en het ensemble van de ruïnes van het oude kasteel, de tuinen er omheen, de wallen en het moderne kasteel met aanbouwen |                    |                    |                                                        | 50° 9' 22" NB, 5° 13' 15" OL  | 91114-CLT-0008-01 Info |                                      |
| Ensemble van de marmergroeve Saint-Rémy |                    |                    |                                                        | 50° 11' 12" NB, 5° 13' 44" OL | 91114-CLT-0009-01 Info |                                      |
| Perceel met het terrein ter uitbreiding van de site van de marmergroeve Saint-Rémy |                    |                    |                                                        | 50° 11' 13" NB, 5° 13' 41" OL | 91114-CLT-0010-01 Info |                                      |
| Gebouw: gevels en daken |                    |                    | rue des Tanneries n° 6                                 | 50° 9' 42" NB, 5° 13' 12" OL  | 91114-CLT-0011-01 Info |                                      |
| Gevels, daken en hekwerk op de plaats voor het huis, en het ensemble van het huis, het hekwerk, trottoir en de bestrating van de weg |                    |                    | rue de Behogne n° 46, Rochefort                        | 50° 9' 40" NB, 5° 13' 22" OL  | 91114-CLT-0012-01 Info |                                      |
| Square François Crépin |                    |                    |                                                        | 50° 9' 28" NB, 5° 13' 14" OL  | 91114-CLT-0013-01 Info |                                      |
| Eeuwenoude eik |                    |                    |                                                        | 50° 8' 39" NB, 5° 12' 55" OL  | 91114-CLT-0014-01 Info |                                      |
| Site genaamd "Laide Fosse" |                    |                    |                                                        | 50° 8' 22" NB, 5° 12' 9" OL   | 91114-CLT-0015-01 Info |                                      |
| Huis: gevels, puntgevels end aken |                    |                    | rue Jacquet n° 99                                      | 50° 9' 14" NB, 5° 13' 15" OL  | 91114-CLT-0016-01 Info |                                      |
| Toren van de oude stadsmuren |                    |                    | place Lafayette, achterzijde huis aan rue Jacquet n°99 | 50° 9' 13" NB, 5° 13' 16" OL  | 91114-CLT-0017-01 Info |                                      |
| Huis: gevel van de begane grond en de eerste verdieping, met uitzondering van de daken |                    |                    | rue Jacquet n° 77                                      | 50° 9' 16" NB, 5° 13' 17" OL  | 91114-CLT-0019-01 Info |                                      |
| Oude fortificatie van "Tienne de la Roche" |                    | Éprave             |                                                        | 50° 8' 20" NB, 5° 10' 32" OL  | 91114-CLT-0020-01 Info |                                      |
| Overblijfselen van een fort genaamd "Vieux Château" |                    | Jemelle            |                                                        | 50° 9' 21" NB, 5° 14' 22" OL  | 91114-CLT-0021-01 Info |                                      |
| Kerk Saint-Michel en de muur van het kerkhof en het ensemble van het gebouw, de lindebomen, het kerkhof en het plein |                    | Ave-et-Auffe       |                                                        | 50° 6' 31" NB, 5° 8' 33" OL   | 91114-CLT-0022-01 Info |                                      |
| Kapel Saint-Lambert en het ensemble van de kapel, de twee lindebomen en diens omgeving |                    | Ave-et-Auffe       |                                                        | 50° 6' 45" NB, 5° 10' 3" OL   | 91114-CLT-0023-01 Info |                                      |
| Kapel Saint-Remy |                    | Hamerenne          |                                                        | 50° 8' 37" NB, 5° 12' 50" OL  | 91114-CLT-0024-01 Info | Kapel Saint-Remy                     |
| Kapel Saint-Barthélemy |                    | Villers-sur-Lesse  |                                                        | 50° 9' 47" NB, 5° 7' 19" OL   | 91114-CLT-0026-01 Info |                                      |
| Kasteel van Lavaux-Sainte-Anne |                    | Lavaux-Sainte-Anne |                                                        | 50° 6' 58" NB, 5° 5' 30" OL   | 91114-CLT-0027-01 Info | Kasteel van Lavaux-Sainte-Anne       |
| Boerderij grenzend aan kasteel van Lavaux-Sainte-Anne |                    | Lavaux-Sainte-Anne |                                                        | 50° 6' 57" NB, 5° 5' 31" OL   | 91114-CLT-0028-01 Info |                                      |
| Ensemble van de overblijfselen van de Romeinse Villa genaamd "de Malagne" of "Neufchâteau", en de bijgebouwen en het land van stenen genoemd, in de buurt van de villa |                    |                    |                                                        | 50° 9' 41" NB, 5° 14' 20" OL  | 91114-CLT-0029-01 Info |                                      |
| Overblijfselen van het hoofdgebouw van de Gallo-Romeinse villa van Malagne |                    | Jemelle            |                                                        | 50° 9' 44" NB, 5° 14' 36" OL  | 91114-CLT-0030-01 Info |                                      |
| Huis: gevels en daken |                    |                    | rue Jacquet n° 96                                      | 50° 9' 16" NB, 5° 13' 14" OL  | 91114-CLT-0031-01 Info |                                      |
| Kapel van Génimont en diens omgeving |                    | Villers-sur-Lesse  |                                                        | 50° 7' 16" NB, 5° 6' 44" OL   | 91114-CLT-0032-01 Info |                                      |
| Uitkijkpunt van Forzée |                    | Buissonville       |                                                        | 50° 13' 43" NB, 5° 10' 45" OL | 91114-CLT-0033-01 Info |                                      |
| Oude molen van Lessive: gevels, daken, machinerie, delen van metselwerk, en de alluviale vlakte van de Lesse vanaf de dam stroomafwaarts |                    | Lessive            |                                                        | 50° 8' 35" NB, 5° 8' 44" OL   | 91114-CLT-0034-01 Info |                                      |
| Boerderij Cavillot: gevels en daken, en het ensemble van de boerderij en de omliggende terreinen |                    | Villers-sur-Lesse  | rue du Jardinia n° 13, Génimont                        | 50° 7' 11" NB, 5° 6' 39" OL   | 91114-CLT-0035-01 Info |                                      |
| Kapel Saint-Nicolas, genaamd Reine Astrid, en het ensemble van het gebouw en de omliggende terreinen |                    | Mont-Gauthier      |                                                        | 50° 10' 40" NB, 5° 8' 53" OL  | 91114-CLT-0036-01 Info |                                      |
| Grot "le Trou Maulin" en een plek genaamd Beauregard |                    |                    |                                                        | 50° 9' 24" NB, 5° 13' 28" OL  | 91114-CLT-0037-01 Info |                                      |
| Vijver van het dorp Wavreille |                    | Wavreille          |                                                        | 50° 7' 23" NB, 5° 14' 47" OL  | 91114-CLT-0038-01 Info |                                      |
| Uitbreiding op de site van de vijver van het dorp Wavreille |                    | Wavreille          |                                                        | 50° 7' 24" NB, 5° 14' 46" OL  | 91114-CLT-0039-01 Info |                                      |
| Laan van kastanjebomen voor de uitgang van de grotten van Han-sur-Lesse |                    | Han-sur-Lesse      |                                                        | 50° 7' 20" NB, 5° 11' 21" OL  | 91114-CLT-0040-01 Info |                                      |
| Ensemble van de neerwaarts liggende en gemeenschappelijke terreinen van beide zijden van de Cluse Ry d'Ave |                    | Han-sur-Lesse      | Han-sur-Lesse                                          | 50° 7' 3" NB, 5° 10' 25" OL   | 91114-CLT-0041-01 Info |                                      |
| Site genaamd "Belvédère" of "Rochers de Serin" |                    | Han-sur-Lesse      |                                                        | 50° 8' 1" NB, 5° 11' 40" OL   | 91114-CLT-0042-01 Info |                                      |
| Stenen brug over de Wimbe, en het ensemble van de brug en de omgeving van het kasteel en de boerderij |                    | Lavaux-Sainte-Anne |                                                        | 50° 6' 57" NB, 5° 5' 35" OL   | 91114-CLT-0043-01 Info |                                      |
| Gevels en daken (behalve synthetische deel) van de 18e-eeuwse hoeve gelegen nabij de boerderij van het kasteel van Lavaux-Sainte-Anne, met uitzondering van de aanbouw van de 19e eeuw en een omtrek van vier kadastrale percelen die een driehoek vormen, achterste van Wimbe en de andere twee zijden van de straten rue du château en le chemin de Neuville |                    | Lavaux-Sainte-Anne |                                                        | 50° 6' 55" NB, 5° 5' 35" OL   | 91114-CLT-0044-01 Info |                                      |
| Graslanden of heidevelden van "Tienne Moseray" |                    | Wavreille          |                                                        | 50° 5' 57" NB, 5° 10' 13" OL  | 91114-CLT-0048-01 Info |                                      |
| Kasteel van Lavaux-Sainte-Anne |                    |                    |                                                        | 50° 6' 58" NB, 5° 5' 30" OL   | 91114-PEX-0001-01 Info |                                      |
| Ensemble van de gemeenschappelijke terreinen aan beide zijden van de Cluse van Ry d'Ave |                    |                    | Han-sur-Lesse                                          | 50° 7' 3" NB, 5° 10' 25" OL   | 91114-PEX-0002-01 Info |                                      |